# 白布丁
白布丁，又稱麥片布丁或雜糧布丁，是蘇格蘭、愛爾蘭、諾森伯蘭郡、冰島和新斯科舍省和紐芬蘭等地常見的肉類食品。
白布丁與黑布丁是十分相似的食品，但製作白布丁時不會添加血液。早期（上個世紀）白布丁的材料種類較為多樣。現代食譜常使用的材料是：板油或其他油脂、麥片或大麥、麵包屑，有時會加豬肉或豬肝，再填入天然或纖維素腸衣。

## 歷史與食譜
白布丁的名稱和型態常讓人誤以為它與黑布丁一樣歷史悠久；黑布丁是一年一度屠宰牲畜後，為了不浪費內臟而製成的菜餚。雖然羅馬時代可能就已經出現黑布丁這類食物；白布丁卻可能起源於中世紀，由甜味法式奶凍演變而來：雞肉絲、米和杏仁，加上鮮奶油、蛋和麵包屑以掩飾內臟的氣味。 不含肉類的白布丁也很常見，這樣就可以在基督教大齋期期間食用。更早期的白布丁是甜的，15世紀的英國食譜裡載有豬肝、蛋、麵包屑、葡萄乾和椰棗製成的白布丁。而1588年的食譜集裡的白布丁材料有：牛板油、麵包屑、蛋黃、和黑醋栗，調味料是肉豆蔻、糖和肉桂。1670年伍力（Woolley）著的《The Queen-Like Closet 》也有一道以豬肺填入腸衣的類似菜餚。 18世紀中期，伊莉莎白·拉福德（Elizabeth Raffald）的白布丁食譜「白布丁腸（White Puddings in Skins）」，材料有：米、豬油、杏仁碎、黑醋栗和蛋，以糖、肉豆蔻、肉桂和荳蔻香料調味；這個時期用肝臟或肺臟製作的白布丁越來越少，甜口味的白布丁也漸漸式微。
除了那些精緻的食譜外，愛爾蘭蘇格蘭和英格蘭北部有一種比較簡易的白布丁，材料有：板油、燕麥（在諾森蘭伯特郡則用大麥）和洋蔥等調味料混和後，塞進牛或羊腸裡。蘇格蘭和愛爾蘭的蓋爾語區稱白布丁為「marag gheal 」或「putóg bhán」。這種以燕麥片為基底的布丁，雖然在各地有極大差異，仍然保留在現代愛爾蘭飲食和蘇格蘭飲食中。現代商業量產的蘇格蘭白布丁通常是以燕麥片、洋蔥和牛板油製成；上述材料和蘇格蘭的「skirlie」相同，如果不填入腸衣，只簡單在平底鍋煎炒就是「skirlie」了。愛爾蘭的白布丁會添加比較多的豬肉或豬肝和豬油。現代的白布丁大部分選用纖維素合成的腸衣，或蒸或煮；基本調味料有：白胡椒、肉豆蔻和鼠尾草。

## 吃法
整條煮熟，或切成小片煎烤。
愛爾蘭的白布丁是愛爾蘭傳統早餐的一大特色。
蘇格蘭的白布丁和「skirlie」作法很像，通常配牛絞肉和馬鈴薯，在炸魚薯條店也可以買到油炸的白布丁。

## 各地差異
白布丁與英格蘭部西南也有關聯：17世紀的詩人泰勒（John Taylor）曾寫下「索默賽特郡的白布丁」一語。索默賽特郡、康瓦爾郡和德文郡的「豬肉布丁（Hog's pudding）」與白布丁很類似，但調味更重。
另一種蘇格蘭的「水果布丁」則是果乾加上牛板油和麥片。